# KHD KG 125 BS
Die Typenreihe KHD KG 125 BS ist eine zweiachsige Schmalspur-Diesellokomotive mit Gelenkwellenantrieb, die für den leichten Rangierdienst konzipiert wurde. Sie wurde ab 1957 von KHD gebaut und in verschiedenen Industriebetrieben verwendet.

## Entwicklung
Die Bezeichnung KG 125 BS bedeutet: Kleinlokomotive mit Gelenkwellenantrieb, 125 PS Motorleistung, Achsfolge B als Schmalspur-Ausführung.

## Einsatz
Die Lokomotiven waren im Einsatz robust und zuverlässig und sind teilweise noch heute (2024) in Betrieb.

### KHD Nr. 56600
Die Lokomotive mit der Fabriknummer 56600 wurde 1957 für die Halbergerhütte gebaut.

### KHD Nr. 57171
Am 28. Februar 1961 wurde mit einer Spurweite 600 mm die Lokomotive mit der Fabriknummer 57171 an die Zeche Sophia-Jacoba in Hückelhoven ausgeliefert. Im August 1984 wurde sie vom Feld- & Werkbahnmuseum (FWM) in Oekoven übernommen und im August 2003 ging sie an die Arbeitsgemeinschaft Muttenthalbahn e.V in Witten über.

### KHD Nr. 57499
Die Lokomotive mit der Fabriknummer 57499 wurde 1962 ebenfalls für die Halbergerhütte gebaut. 1982 wurde sie von der Chiemsee-Bahn übernommen und optisch der Krauss 1813 angepasst. Im Winter 2015/2016 wurde sie technisch überholt und wieder in den Originalzustand mit grüner Lackierung zurückgesetzt. Bei der Hauptuntersuchung im Winter 2022/2023 wurde festgestellt, dass die Lokomotive ursprünglich rot, wie die typische Farbe der Deutz-Lokomotiven, lackiert war. Somit änderte sich ihre Farbe wieder auf rot.

### KHD Nr. 57645
1963 wurde mit einer Spurweite 900 mm die Lokomotive mit der Fabriknummer 57645 an die Preussische Elektrizitäts AG (PREAG) im Kraftwerk Borken ausgeliefert.

### KHD Nr. 57674
Am 26. Februar 1964 wurde die Lokomotive mit der Fabriknummer 57674 und einer Spurweite von 1000 mm an die Technische Hochschule Aachen ans Institut für Fördertechnik & Schienenfahrzeuge ausgeliefert. Dann ging sie über zum Neunkircher Eisenwerk, wo sie auf 600 mm umgespurt wurde. Seit 1984 steht sie als Denkmal im Werk Neunkirchen der Saarstahl AG.

### KHD Nr. 58103
Am 21. Juli 1965 wurde die Lokomotive mit der Fabriknummer 58103 mit einer Spurweite von 600 mm an die Soc. Hullera Espanola als Ujo „1“ ausgeliefert. Seit 3. Mai 1995 ist sie im Museo del FC de Asturias in Gijón.

### KHD Nr. 58104
Am 21. Juli 1965 wurde die Lokomotive mit der Fabriknummer 58104 mit einer Spurweite von 600 mm an die Soc. Hullera Espanola als Ujo „2“ ausgeliefert. Seit 28. Juni 1994 Museo del FC de Asturias in Gijón.